# Ossi
Ossi (sardisk: Ossi) er en by og en kommune (comune) i provinsen Sassari i regionen Sardinien i Italien. Byen ligger i 322 meters højde og har 5.817 indbyggere (2016). Kommunen har et areal på 30,09 km² og grænser til kommunerne Cargeghe, Florinas, Ittiri, Muros, Sassari, Tissi og Usini.